# Nižná Polianka
Nižná Polianka és un poble i municipi d'Eslovàquia. Es troba a la regió de Prešov, al nord del país.

## Història
La primera referència escrita de la vila data del 1515.

## Demografia
| Godina             | 1994 | 2004   | 2014   | 2024    |
| ------------------ | ---- | ------ | ------ | ------- |
| Nombre de persones | 262  | 252    | 246    | 220     |
| Diferència         |      | −3,81% | −2,38% | −10,56% |

| Godina             | 2023 | 2024   |
| ------------------ | ---- | ------ |
| Nombre de persones | 224  | 220    |
| Diferència         |      | −1,78% |